# El Mallol
El Mallol es una localidad del municipio de Vall de Bas en la provincia de Gerona, (Cataluña, España). Es la capital histórica del municipio.

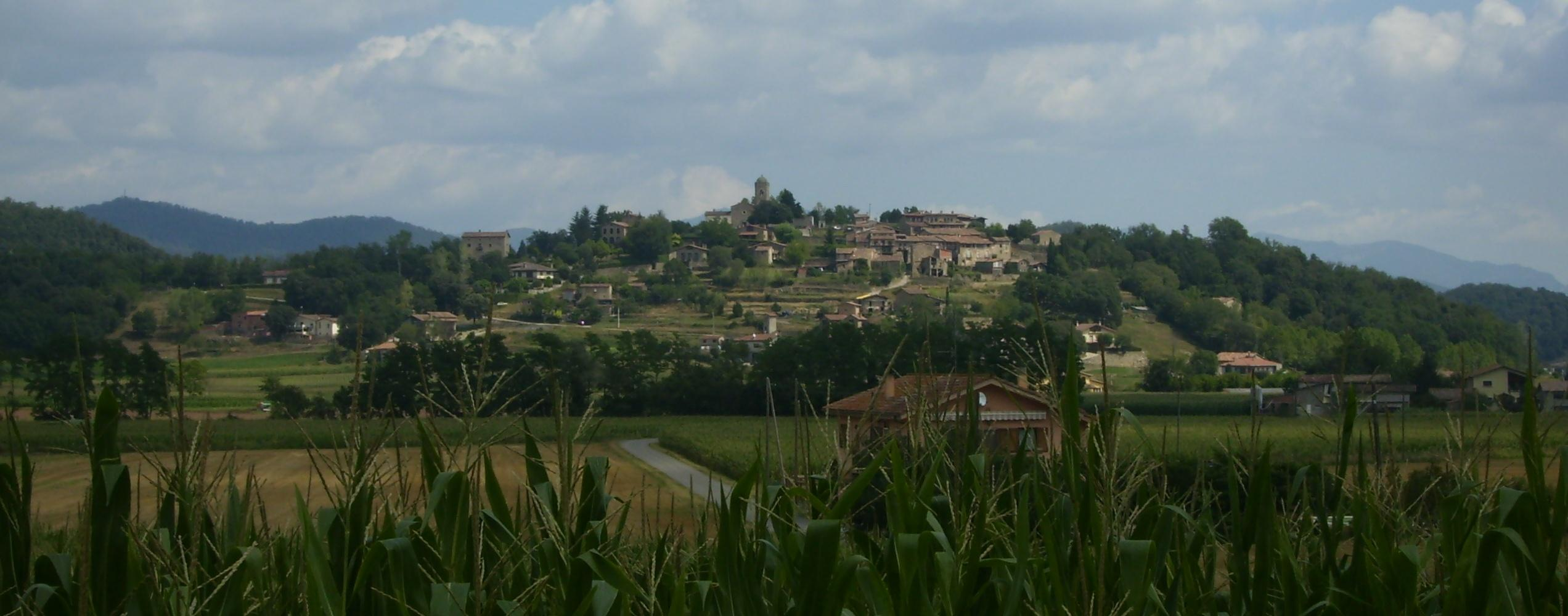
Panorámica de El Mallol.

Se sitúa sobre una colina desde la que se tenía un dominio estratégico del valle. El castillo o fuerza (del que hay referencias del año 1204) había estado en manos de los vizcondes de Bas y ejercía la administración vizcondal del valle. Actualmente solo queda el pozo, ya que la estructura quedó muy dañada por los terremotos del siglo XV.
La iglesia de San Bartolomé se construyó donde estaba la antigua capilla de San Justo.
Aquí nació el caudillo remensa Francesc de Verntallat cuando el Mallol formaba parte de la parroquia de Sant Privat d'en Bas. Verntallat organizó el primer sindicato agrícola en Europa, con el que defendió los remensas y luchó por la supresión de los malos usos.

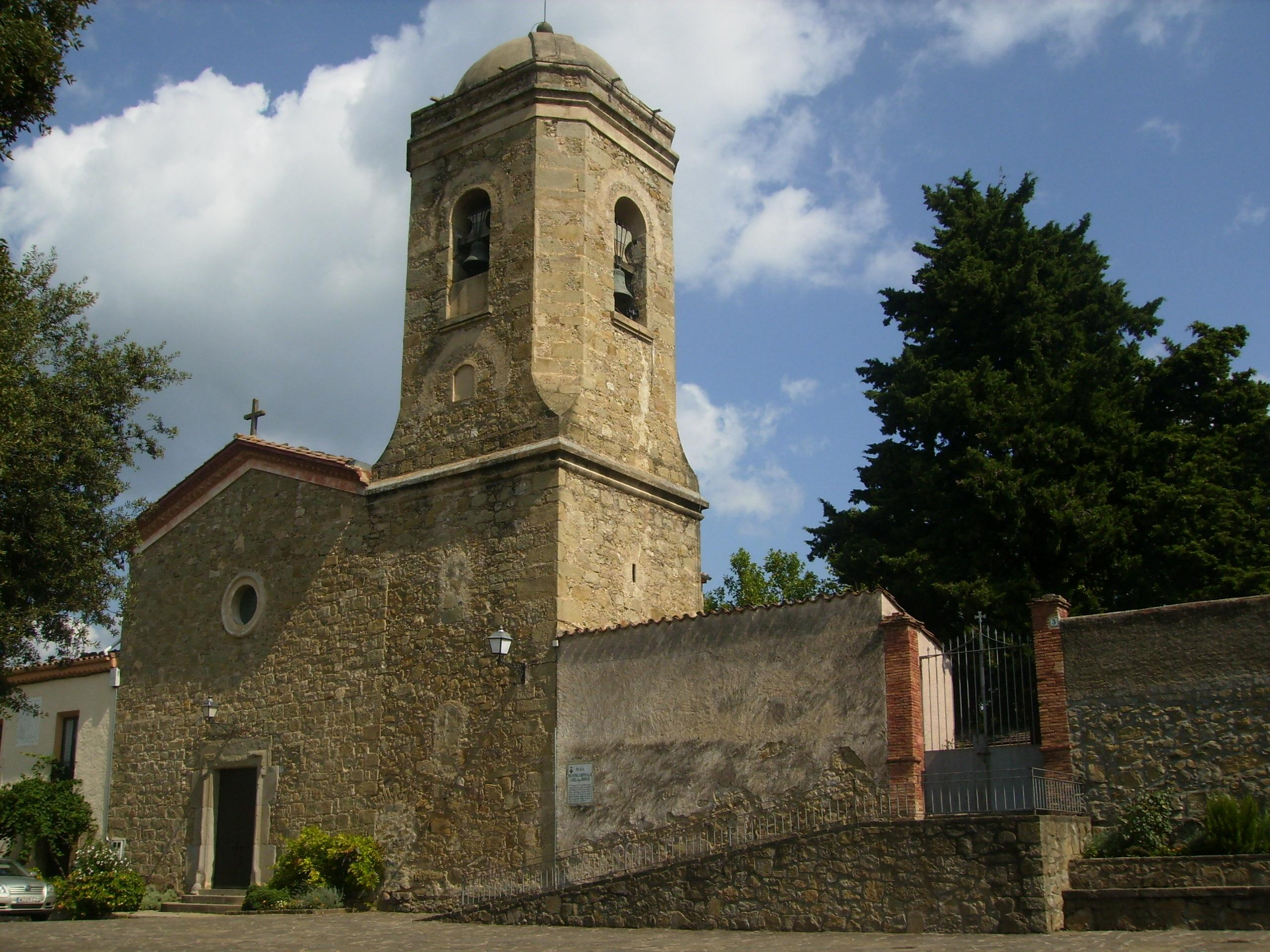
Iglesia de El Mallol.

El 22 de julio de 1995 fue declarado bien de interés cultural en la categoría de conjunto histórico.